# Maturaza
Maturaza – enzym, endonukleaza kodowana przez niektóre introny, biorąca udział w procesie splicingu i dojrzewania mRNA.
Maturazy są rodzajem endonukleaz, czyli enzymów zdolnych do przecinania nici kwasów nukleinowych. Pewna grupa endonukleaz, zwanych po angielsku homing endonucleases|homing endonucleases, należy do elementów mobilnych, tzn. propagujących się autonomicznie w genomie gospodarza (znanym przykładem takich elementów są transpozony). Wiele endonukleaz typu "homing" ("ukierunkowanych") preferencyjnie wbudowuje się w introny z grupy I. Introny z tej grupy nie wymagają udziału innych enzymów, żeby usunąć się z pre-mRNA (proces ten zwany jest "self-splicing"). W ten sposób sekwencja kodująca endonukleazę nie jest zawarta w dojrzałym mRNA, a więc nie powoduje zaburzenia struktury kodowanego przez to mRNA białka.
U niektórych grzybów endonukleazy "homing", które u większości organizmów są raczej elementami "pasożytniczymi" (jak transpozony), przejęło w mitochondriach funkcję pomocniczą i regulacyjną przy wycinaniu intronów z pre-mRNA, a zatem stały się, w pewnym sensie, "symbiontami".
Odkrywcą maturazy jest francuski genetyk polskiego pochodzenia, Piotr Słonimski.